# 寒流 (影集)
《寒流》是一部開始製作於1972年，並於1976年1月12日至1979年4月14日期間（含重播）在臺灣老三台以聯播方式播出的反共影集。該影集內容主要敘述中國共產黨於中國的發展歷程，故事背景設定年代自1925年國共合作，橫跨至1976年之四五天安門事件期間。該影集是中華民國臺灣首部「電視影集」（因以16釐米膠卷攝製），也是該地區當時全部電視台首度同時間聯合播出的電視劇。

## 背景
- 1970年代中期，中國大陸仍處於文化大革命末期，與台灣仍維持冷戰僵持的態勢，官方與民間均無任何政治、经济和文化接觸。
- 經國防部總政治作戰部主任王昇將軍及其統轄之劉少康辦公室折衝後，隨即由中國電影製片廠（簡稱「中製廠」）與中華電視台（簡稱「華視」，即今中華電視公司）聯合，以空前的製作經費與軍方物力及人力投入製作了作為政治宣傳用的《寒流》。

## 首播
- 《寒流》於1972年6月開拍，1976年1月殺青。本預計同年8月上檔的《寒流》影集，因後製因素，稍稍延後播出。
- 1976年1月12日21點整，《寒流》電視劇第一集於老三台首播，播放時間約三十分鐘。之後，一周約播出三至五天的該影集共連映約三個月。[4]

## 名稱涵義
以電影手法拍攝、集數60集的政治宣傳影集《寒流》，特別以「寒流」命名。而此描繪共產黨於中國發展歷史的影集之所以取名「寒流」，是意指共產黨於中國而言猶如天氣之寒流。

## 故事大綱
- 《寒流》之故事內容開始於1925年，跨越早期國共合作、西安事變、中日戰爭、國共內戰與文化大革命等階段，而故事背景為陝西延安等地。在角色方面，主角為湖南平江某鄉鄉長梁顧遠（周仲廉飾）一家人，中期並出現杜撰之共產黨高幹角色高揚，而配角則多為真實人物，如林彪、彭德懷、老舍以及「四人幫」等。
- 故事中，高揚設計各種詭計，離間國民黨內部，製造暴動紛亂；並不惜在中日戰爭期間，於陝西、甘肅一帶種植鴉片荼害民生，及驅動彭德懷軍隊攻擊國民革命軍，並在1948年長春圍困戰中下令共軍屠殺長春平民，其意圖乃是能讓共產黨於1949年奪取中國政權。影集末了，高揚於文革期間遭其未滿十八歲的長子高潮批鬥而死。

## 影響
- 1970年代，台灣尚未出現任何有線電視。因此，由台灣老三台共同聯播的《寒流》影集不但為台灣首部自製影集、首度三台聯播的電視連續劇，也創下了首齣台灣閩南語配音、第一部由客語配音之電視劇等等各種紀錄。
- 另外，後來於台灣重播數次，也在隔年增加劇情內容的該電視劇，雖然政治意味濃厚，但是因為劇中角色鮮明、爆破戰爭場面浩大、演員演技稱職等等因素，在1976年1月12日－1979年4月14日的多次聯播中都擁有極高收視率。
- 一般說來，該影集不但是台灣第一部以電影手法拍攝的電視影集，也是台港中第一齣以負面手段描繪文革時期及四五天安門事件的電視劇[5]。

## 後續
1976年末，《寒流》主要製作單位中國電影製片廠特別將《寒流》影集加以剪輯成兩小時電影版，名為《香花與毒草》。該電影除了在台灣與香港各地戲院演出外，也參加同年度的第十三屆金馬獎。在此屆金馬獎中，該片本身獲得「最具表現時代意義特別獎」，而男主角常楓獲得最佳男主角獎。
除此之外，該電視劇播放的21點至21點30分的時段，在多次播畢該影集後，仍制式成為國民黨政府播放政治宣傳影集與政令宣導短片的專屬場所：《寒流》播映前的1974年，老三台就曾經聯播義大利著名導演米開朗基羅·安東尼奧尼拍攝的紀錄片《中國》（但內容並不完整，且遭到剪輯變造）；《寒流》播映完畢後，又有《證言》、《風雨生信心》、《山河春曉》、《煉獄兒女》、《這一家》、《艷陽天》、《大時代的故事》等政治意味濃厚的聯播節目。後來隨政治氣氛改變，該時段雖不再專為政治宣導，但是卻成為非營利性質的公共電視節目專屬時段。而此1977年至1990年代間的三台聯播時段，日後更成為台灣公共電視的雛形。
1982年，王昇領導的劉少康辦公室特別再以數千萬台幣經費投入《寒流》第二部之拍攝，並於翌年殺青。不過，因為兩岸局勢緩和、香港與東南亞各華人電視台不配合播出、劉少康辦公室裁撤等因素，《寒流》第二部只在台試播一集即宣告下檔。而將《寒流》第二部視為政治反撲的王昇，最後因意圖掌權，被中華民國總統蔣經國外放於巴拉圭，成為中華民國駐巴拉圭大使。而《寒流》第二部成為台灣少數拍攝完畢卻束諸高閣的高投資電視作品。

## 工作人員
- 監製：梅長齡、國防部總政治作戰部
- 製片：朱嘯秋
- 策劃：周昌華、王學文、華光典
- 編劇：張永祥、貢敏、華光典 等
- 劇本綜合修編：張永祥
- 導演：趙群、夏祖輝、陳國章、徐一工
- 副導：李美彌、胡士俊、張德模
- 攝影：金玉、呂恆義、梅天蔚
- 主題歌作詞：鍾雷
- 主題歌作曲：李中和
- 攝製：中國電影製片廠

## 主要演員
- 周仲廉：飾演梁顧遠，湖南平江某鄉鄉長，本劇的重要主線即是由梁家人開始發展。
- 盧碧雲：飾演梁夫人，梁顧遠的妻子。
- 王慕光：飾演梁母，梁顧遠的母親。
- 陳莎莉：飾演梁秉芳（童年：白法嬙飾），梁顧遠的女兒，高揚之妻。
- 汪威江：飾演梁秉義，梁秉芳的弟弟。
- 馮海：飾演梁秉純（童年：湯志偉飾），梁家長子。
- 洪濤：飾演梁漱寒，為梁顧遠之堂弟，親共產黨。
- ：飾演梁長貴，梁顧遠的姪子，後參加抗美援朝。
- 郎雄：飾演鞏直夫之父鞏大，為梁鄉長家中的長工。
- 鄒森：飾演國民革命軍軍官鞏直夫（童年：蔣維民飾），與梁秉芳本是情人；後來梁秉芳被高揚強暴後嫁予高揚，他也前往重慶抗日，造成兩人分手。
- 常楓：飾演共產黨高級幹部及中國人民解放軍軍人高揚。究其劇情背景，高揚的角色塑造藍本應該是根據知名共黨人士高崗。
- 陳凱倫：飾演高揚之子高潮。
- 姚小璋：飾演江青，毛澤東之妻，後來的「四人幫」之一。
- 古軍：飾演老舍
- 高明：飾演吳晗
- 嚴重：飾演彭德懷
- 韓江：飾演陳伯達
- 唐威：飾演姚文元，後來的「四人幫」之一。
- 張英頎：飾演王洪文，後來的「四人幫」之一。
- 金永祥：飾演胡靈
- 田文仲：飾演唐拓
- 孟元：飾演王實味
- 易原：飾演馬思聰
- 鄭仲達：飾演鄧拓
- 張允文：飾演張勉
- 雷鳴：飾演橫山旭
- 苗天：飾演佐佐木次郎
- 李虹：飾演桂花老九
- 谷音：飾演小莉
- 王宇：飾演陳樸齋
- 李欣華：飾演林立果（林彪之子）
- 林小虎

## 其他
- 《寒流》的真正籌畫者據傳是1975年4月成為國防部總政治作戰部主任的王昇及其領導的劉少康辦公室，而《寒流》正是該單位政治文宣品的代表作之一。
- 中華民國政府將該影集在臺灣密集播出。並將輸出香港、東南亞甚至美國僑界的《寒流》影集視為駁斥中共政治、歷史宣傳的重要反擊力道。[6]
- 《寒流》總體而言闡述了國民黨於1925年－1976年的近代史看法，以反制或平衡中共官方偏宣傳基調的觀點。
- 在某方面，《寒流》也促成了國民黨在台灣統治的合法性，更促進了日後台灣的團結。 《寒流》的主题曲后来还被台湾部分大学生改编为生日快乐歌。[來源請求]

## 外部連結
- YouTube《寒流》片頭曲 （页面存档备份，存于）